# USS Prichett (DD-561)
«Прічетт» (англ. USS Prichett (DD-561) — військовий корабель, ескадрений міноносець типу «Флетчер» військово-морських сил США за часів Другої світової та Корейської війн.
«Прічетт» був закладений 20 липня 1942 року на верфі компанії Seattle-Tacoma Shipbuilding Corporation у Такомі, де 31 липня 1943 року корабель був спущений на воду. 15 січня 1944 року він увійшов до складу ВМС США.
Есмінець брав активну участь у бойових діях на морі в Другій світовій війні, бився на Тихому океані. З 14 березня 1946 до 17 серпня 1951 року перебував у резерві американського флоту. Брав участь у бойових діях у Корейській війні. 10 липня 1970 року остаточно до резерву і 10 січня того ж року виключений зі списків ВМС США. 17 січня 1970 року проданий Італії, де введений до складу ВМС Італії як есмінець D 555 Geniere. Виключений та розібраний на злам у 1975 році.
За проявлену мужність та стійкість у боях корабель Другої світової війни «Прічетт» отримав 8 бойових зірок. Крім того, есмінець отримав дві бойові зірки за службу в Корейській війні.